# 79

## Události
- 24. srpna – erupce sopky Vesuv, která zničila Pompeje, Herculaneum a Stabie. Mezi stovkami obětí byl i antický učenec Plinius Starší, velký encyklopedista antiky, jehož poznatky z astronomie, botaniky, zoologie, mineralogie i medicíny byly využívány až do vzniku moderní vědy.

## Úmrtí
- 23. červen – Vespasianus, římský císař (* 17. listopadu 9)
- 24. srpen – Plinius Starší (zahynul při erupci Vesuvu)

asi 79: Linus, římský biskup, altern. data jsou 77 a 78…

## Hlavy států
- Papež – sv. Linus? (64/65/66/67/68/69–78/79) » Anaklét (78/79–88/89/90/91)
- Římská říše – Vespasianus (69–79) » Titus (79–81)
- Parthská říše – Pakoros (77/78–114/115)
- Kušánská říše – Kudžúla Kadphises (30–90)
- Čína, dynastie Chan (206 př. n. l. – 220 n. l.)